# Villa Almerico Capra, Vicenza
 Villa Capra "La Rotonda"  je renesančna vila v predmestju Vicenze, v severni Italiji, ki jo je zasnoval Andrea Palladio. Njeno pravilno ime je Villa Almerico Capra, vendar je bolj znana kot La Rotonda pa tudi Villa Rotonda, Villa Capri in Villa Almerico. Ime "Capra" izhaja od bratov Capra, ki sta zaključila gradnjo po tem, ko sta jo dobila v delo leta 1592. Stavba je - skupaj z drugimi Palladijevimi deli - ohranjena kot del svetovne dediščine Vicenza in paladijevske beneške vile (Mesto Vicenza in Palladijeve vile v Benečiji - City of Vicenza in Palladian Villas Veneta).

## Navdih
Leta 1565 se je duhovnik Paolo Almerico, po svojem umiku iz Vatikana (kot referendario apostolico papeža Pija IV. in kasneje Pija V.) odločil, da se vrne v svoje rojstno mesto Vicenza na beneškem podeželju in si zgradi podeželsko hišo. Ta hiša, pozneje znana kot "La Rotonda", naj bi bila ena od Palladijevih najbolj znanih zapuščin v arhitekturnem svetu. Villa Capra je bila navdih mnogim kasnejšim zgradbam, sama pa se navdihuje po Panteonu v Rimu.

## Oblikovanje
Izbrana lokacija je bila na vrhu hriba tik mesta Vicenza. Za razliko od nekaterih drugih paladijevskih vil ta stavba od začetka ni bila zasnovana kot delujoča kmetija. Ta prefinjena stavba je bila zasnovana kot, v moderni terminologiji, "primestna ali podeželska". Palladio jo uvršča kot palazzo in ne vila.
Zasnova je popolnoma simetrična zgradba, ki ima kvadratni tloris s štirimi fasadami, od katerih ima vsaka izstopajoči portik. Celota je zgrajena okoli namišljenega kroga, ki se dotika vsakega vogala stavbe in centrov portikov. Ime La Rotonda se nanaša na centralno okroglo dvorano s kupolo. Opisati vilo (kot celoto) kot rotondo, je tehnično napačno, saj  stavba ni okrogla, ampak je presečišče kvadratov s križem. Vsak portik ima stopnišče, ki vodi navzgor in se odpira prek majhne predsobe ali hodnika do krožne kupolaste osrednje dvorane. Le-ta in vse ostale sobe so dimenzionirane z matematično natančnostjo v skladu s Palladijevimi pravili arhitekture, ki jih je objavil v knjigah Quattro Libri dell'Architettura.
Zasnova odraža humanistične vrednote renesančne arhitekture. Da bi vsaka soba imela nekaj sonca, je obliko zavrtel za 45 stopinj od vsakega kraka kompasa. Vsak od štirih portikov ima pediment, ki ga krasijo kipi klasičnih božanstev. Pedimenti so podprti s šestimi jonskimi stebri. Vsak portik ima okna. Vsi glavni prostori so bili v drugem nadstropju ali v piano nobile.
Stavba se je začela graditi leta 1567. Niti Palladio niti lastnik Paolo Almerico nista videla zaključka gradnje. Palladio je umrl leta 1580, nakar je delo prevzel drug arhitekt, Vincenzo Scamozzi, in z novimi lastniki nadzoroval zaključna dela. Ena izmed večjih sprememb, ki jo je naredil glede na prvotni načrt, je bila sprememba dvonadstropne centralne dvorane: Palladio si jo je zamislil z visoko polkrožno kupolo, vendar je Scamozzi zasnoval manjšo kupolo z oculusom (ki naj bi bil odprt), ki jo je navdihnil Panteon v Rimu. Kupola je bila na koncu zaključena z zaprto manjšo kupolo.

## Notranjost
Notranjost vile je še bolj čudovita kot zunanjost. Alessandro in Giovanni Battista Maganza in Anselmo Canera so dobili naročilo za poslikave fresk v glavnih salonih.
Med štirimi glavnimi saloni v piano nobile sta zahodni salon (imenovan tudi Sveta soba, zaradi verske narave fresk in stropa) in vzhodni salon, ki vsebuje alegorično življenjsko zgodbo prvega lastnika Paola Almerica.
Vrhunec notranjosti je osrednja, okrogla dvorana, obdana z galerijo in s kupolastim stropom. Visoka je polno višino glavnega dela hiše s kupolo in s stenami, okrašenimi v trompe l'oeil. Bogate freske ustvarjajo vzdušje, ki bolj spominja na katedralo kot glavni salon podeželske hiše.

## Pokrajina
Iz portikov je čudovit razgled na okoliško pokrajino. To ni naključje, saj je Villa zasnovana tako, da je v popolni harmoniji s pokrajino. To je bilo v popolnem nasprotju s takšno stavbo, kot je bila Villa Farnese, narejena le 16 let prej. Medtem ko se hiša zdi, da je popolnoma simetrična, ima dejansko določene odklone, ki so namenjeni temu, da ima vsaka fasada za dopolnitev okoliško pokrajino in topografijo. Zato obstajajo razlike v fasadah v širini stopnic, zidov, itd. Na ta način simetrija arhitekture omogoča asimetrijo pokrajine in ustvarja navidezno simetrično celoto. Pokrajina je panoramska vizija dreves, travnikov in gozdov z oddaljeno panoramo Vicenze na obzorju.
Severozahodni portik je postavljen na hrib, tako je dostop do glavnih vrat v ravnini. To vozišče je pot med servisnimi enotami, zgrajenimi za brate Capra, ki so pridobili vilo leta 1591. Ti so naročili Vincenzu Scamozziju dokončanje vile in zgraditi več prostorov za osebje in gospodarsko dejavnost. Ko se tako približuješ vili, se zdi, da se dvigaš iz povprečja k templju na višini, in obratno, če gledaš od vile, ta poudarja klasično kapelo na robu Vicenze, zato sta vila in mesto enovita.

## Film
Leta 1979 je ameriški filmski režiser Joseph Losey v Villa La Rotonda in italijanski pokrajini Benečija posnel opero Don Giovanni, Wolfganga Amadeusa Mozarta. Film je bil nominiran za več nagrad César Awards leta 1980, vključno z režijo, in je bil na splošno pohvaljen kot ena lepših priredb klasične opere na platnu.

## Današnje stanje
Leta 1994 je UNESCO stavbo razglasil kot del svetovne kulturne dediščine.
Pokojni zadnji lastnik vile je bil Mario di Valmarana († 13. oktober 2010), nekdanji profesor arhitekture na univerzi v Virginiji. Njegovo izrecna želja je bila ohranitev Villa La Rotonda tako, da bi jo lahko cenile prihodne generacije. Notranjost je odprta za javnost, ob sredah in sobotah, razen v zimskih mesecih, pritličje paje odprto vsak dan.

## Galerija
- dvorišče in privoz
- Spredaj
- Servisni dostop
- Kamin
- Odprt pediment nad vrati
- Ornamenti in freske
- Stranica
- razgled

## Vpliv v tujini
Lastnik stavbe ni mogel predvideti, da bo hiša, naročena pri arhitektu Andreu Palladiu, postala ena izmed najbolj navdihujočih arhitekturnih prototipov za naslednjih petsto let.

### Anglija
Pet hiš je bilo zgrajenih v Združenem kraljestvu, ki temeljijo na Palladijevi Villa Rotonda: Henbury Hall v Cheshiru je najnovejša, Chiswick House v okolici Londona in Mereworth Castle v Kentu, so zaščitene; Foots Cray Place v Kentu in Nuthall Temple v Nottinghamshiru so porušene.

### Palestina
V lasti palestinskega milijonarja Munib Al Masrija je na vrhu svetopisemske gore Gerizim, katere vrhovi neadvigajod palestinskim mestom Nablus, severno od Jeruzalema, zgrajena Palestinska hiša (House of Palestine), niatančno spominja na Villa Rotonda.

### Poljska
Palače, zgrajene na Poljskem, ki temeljijo na Palladijevi Villa Rotonda, so: Królikarnia Palace in Belweder v Varšavi, Skórzewski Palace v Lubostroń.

### Združene države Amerike
Za natečaj za oblikovanje predsednikove palače v Washingtonu, D.C., je Thomas Jefferson anonimno predložil model, ki je variacija na Villa Rotonda. Čeprav je bil za tisto, kar naj bi postalo znano kot Bela hiša, s palladijanskim načrtom izbran James Hoban, se vpliv Villa Rotonda lahko opazi tudi na Jeffersonovem lastnem domu Monticello.